# 鶴賀二郎
鶴賀 二郎（つるが じろう、1934年11月27日 - ）は、日本の元俳優。本名、沢田 克己。旧芸名、沢田 克巳。妻は、元女優の金井由美。東京府（現・東京都）出身。

## 来歴・人物
大映（現：角川映画）、東映、司会専門の株式会社「ヒューマンステージMCスクール」の代表取締役社長を経て、1983年に「JTプロダクション」を設立し自ら代表取締役社長を現在も務めている。
当初は通行人の役が多かったため、本人も「どれがデビュー作かは判然としない」と述べている。
妻の金井由美とは『丹下左膳』（1967年）で知り合った。

## 出演

### 映画
- 競艶八剣伝（1960年） - 間勘兵衛
- 鏡山競艶録（1960年） - 左近
- 唄は峠を越えて（1961年） - 井川
- 木曽ぶし三度笠（1961年） - 唐戸の三蔵
- 旅はお色気（1961年） - 近藤隼人
- うっちゃり姫君（1961年） - 虎の壺振り
- 舞妓の休日（1961年） - 阿部
- 新源氏物語（1961年） - 良清
- お兄哥さんとお姐さん（1961年） - 留吉
- 雨の九段坂（1962年） - 吉村浩
- 獄中の顔役（1968年） - 看守・田辺
- あゝ予科練（1968年） - 基地見張員

### テレビドラマ
- 孤影（1963年）
- 忍者部隊月光
  - 第52・53話「Mショット作戦 - 前・後篇」（1965年） - 落合
  - 第109話「ビー玉作戦 - 前篇 -」（1966年） - アナウンサー
- 特別機動捜査隊
  - 第172話「寒い道」（1965年）
  - 第245話「太陽の誘惑」（1966年）
  - 第422話「上流階級」（1969年） - 卓也
  - 第425話「ドラキュラの牙」（1969年） - 相沢
  - 第434話「赤ん坊」（1970年）
- 七人の刑事（第2シリーズ）第73話「殺人参謀」（1966年）
- ウルトラシリーズ
  - ウルトラQ 第9話「クモ男爵」（1966年） - 竹原
  - ウルトラセブン 第35話「月世界の戦慄」（1968年） - 宇宙ステーションV3・シラハマ隊員（ザンパ星人）
- 三匹の侍（第4シリーズ） 第7話「刺客」（1966年）
- 丹下左膳（1967年）
- マイティジャック 第5話「メスと口紅」（1968年） - 新庄誠（Q工作員）
- 怪奇大作戦 第9話「散歩する首」（1968年） - 峰村
- 戦え! マイティジャック 第21話「亡霊の仮面をはぎ取れ」（1968年） - 松本隊員（Qの配下）
- 五人の野武士 第20話「夕姫をめぐる男たち」（1969年）
- 鬼平犯科帳（1969 - 1972年） 第22話「決闘」（1970年3月3日）- 利兵衛
- 大忠臣蔵（1971年）
- ありがとう 第2シリーズ 第五回（1972年2月24日、TBS） - 中川
- 火曜日の女シリーズ・いとこ同志（1972年） - 志賀幸二
- 刑事くん（第1部）第53話「母と子の伝説」（1972年）
- 恐怖劇場アンバランス 第10話「サラリーマンの勲章」（1973年） - 柏彰三、冒頭ナレーション [2役]
- 刑事くん（第2部）第24話「ふたりのカレンダー」（1973年）
- 特捜記者 犯罪を追え! 第11話「罠にはまった女」（1974年）
- 右門捕物帖
  - 第31話「切腹」（1974年）
  - 第50話「男の詩」（1975年）
- 寒流（1975年） - 銀行員
- 影同心II 第24話「そして影は去った!!」（1976年） - 清次
- 江戸の旋風Ⅱ（1976年、CX）
- 大江戸捜査網 第3シリーズ
  - 第143話「血塗られた兄弟の契り」（1976年） - 同心・桜田
  - 第397話「かまいたちの毒牙」（1981年）
- 白い巨塔 第21話（1978年）
- 転落の詩集（1978年）
- 特捜最前線
  - 第120話「保険金殺人・華麗なるダイビング!」（1979年）
  - 第130話「ニセ札・厄病神を拾った男!」（1979年）
  - 第196話「蜜甘とマグロと白い粉!」（1981年）
  - 第222話「亡霊が見舞いに来る夜!」（1981年）
  - 第272話「狙われた乗客!」（1982年）
  - 第296話「カーリーヘアの女!」（1983年）
  - 第339話「愛を裏切った女!」（1983年）
  - 第381話「スクープ・真夜中の証言者!」（1984年）
  - 第437話「逆転推理・秋の花火のメッセージ!」（1985年）
- 騎馬奉行 第20話「墓前の花の秘密」（1980年）
- 西部警察 PART-II 第22話「大空の追跡」（1982年） - 浅見教授（東都医科大学）
- 木曜ゴールデンドラマ「時効家族」（1983年）
- ことしの牡丹はよいぼたん（1983年）
- 火曜サスペンス劇場「松本清張スペシャル・一年半待て」（1984年） - 焼き鳥屋の客
- 新大江戸捜査網 第17話「初恋 飛脚別れ唄」（1984年） - 賀川

### 吹き替え
- 宇宙大作戦（ジョーセフ中尉、アーン・ダーウィン）